# Prionomelia ceraea
Prionomelia ceraea là một loài bướm đêm trong họ Geometridae.